# Toyota Deliboy

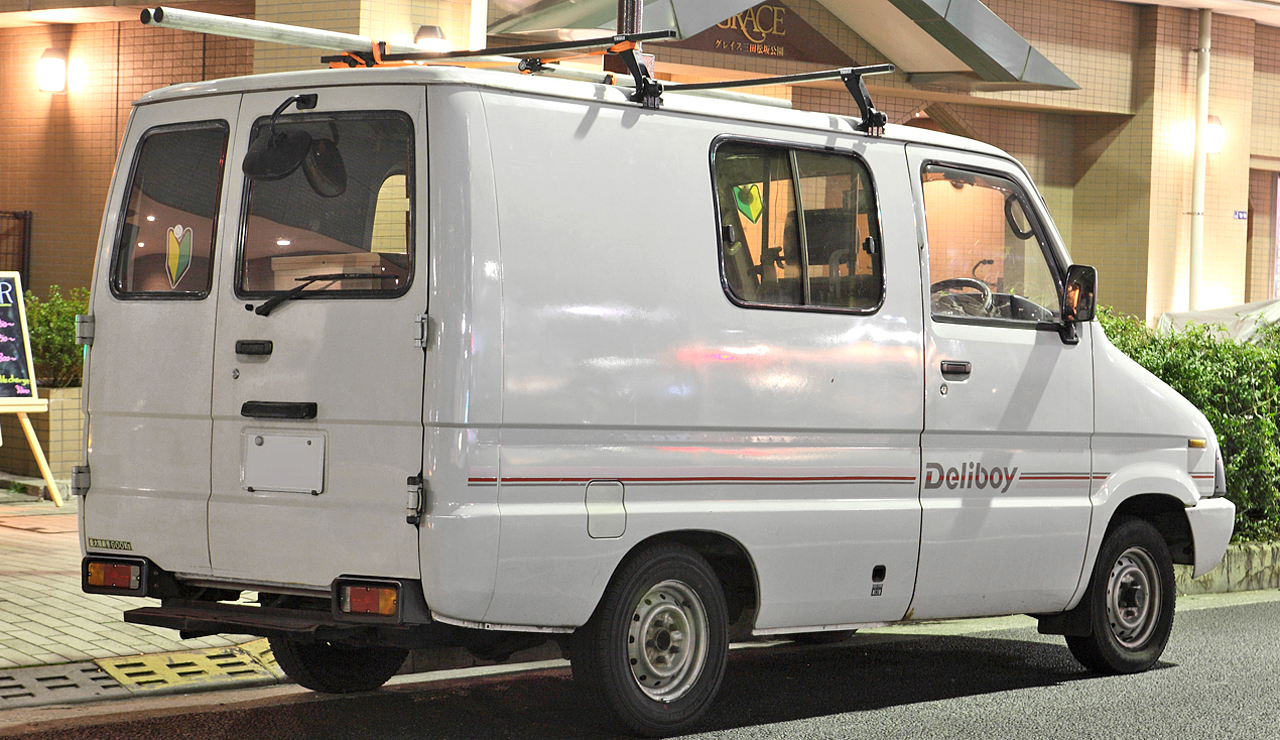
Heckansicht

Der Toyota Deliboy war ein Kleintransporter den Toyota von Juli 1989 bis Oktober 1995 produzierte. Er sollte eine kleinere und preiswertere Ergänzung zum Toyota Quick Delivery sein.

## Modellgeschichte
Speziell für die Anforderungen von Lieferdiensten wurde der Quick Delivery konzipiert. Für Aufgaben, wie etwa die Zustellung von Paketen in der Stadt, war dieser mit seinem großen Wendekreis und seinem hohen Gewicht nicht so sehr geeignet. Toyota wollte eine geeignetere Variante anbieten und entwickelte daher den Deliboy. Um die Entwicklungskosten niedrig zu halten, basierte dieser in vielen Teilen auf dem zeitgenössischen Toyota Liteace KM 30.
Der Ottomotor mit 1500 cm³ und 51 kW (70 PS) sowie der 2000-cm³-Dieselmotor mit 54 kW (73 PS) wurden ebenso im LiteAce verwendet wie das 5-Gang-Schaltgetriebe, das mit Lenkradschaltung verbaut war, um einen kompletten Durchgang im Führerhaus zu ermöglichen.
Die Karosserie verfügte über Doppelflügeltüren am Heck und vordere Schiebetüren. Der Beifahrersitz war klappbar.
Zusätzlich gab es auch eine Version mit einer Dreiersitzbank im Laderaum mit Seitenfenstern.
Anders als beim Quick Delivery war nur Frontantrieb erhältlich.
Ab März 1991 gab es für den Ottomotor ein 3-Stufen- und für den Dieselmotor ein 4-Stufen-Automatikgetriebe, ebenfalls mit Lenkradschaltung verbaut.
Der Deliboy wurde für Toyota kein großer Verkaufserfolg; die Gründe lagen hierbei wohl an zu klein dimensionierten Türen, dem unbequemen Beifahrersitz und zu geringer Motorleistung.
Toyota ergänzte daher das Angebot im Oktober 1994 mit einem 2,2-Liter-Turbodiesel mit 66 kW (90 PS).
Dennoch blieben die Verkaufszahlen niedrig und Toyota stellte die Produktion ohne ein Nachfolgemodell im Oktober 1995 ein.